# Бортниково (Тверь)
Бо́ртниково — микрорайон Московского района города Тверь Тверской области России. Упразднённая в 1997 году деревня Андрейковского сельского округа Калининского района.

## География
Расположен в южной части города, за линией Октябрьской железной дороги, к востоку от посёлка имени Крупской.

## История
Впервые упоминается в писцовой книге 1539/1540 гг. как дер. Бортниково. По одной из версий Бортниково в XIV веке называлось Бортенево, и в её окрестностях в 1317 г. произошла Бортеневская битва.
По данным справочника «XLIII. Тверская губерния. Список населенных мест по сведениям 1859 года» деревня владельческая Бортниково находилась	при колодце, по западную сторону линии Николаевской железной дороги.
Деревня Бортниково Андрейковского сельского округа включена в черту города 27 февраля 1997 года.
По данным К. В. Литвицкого, вошла в состав города в 1994 году, одновременно  с  переименованием в улицу  Бортниковская.

## Инфраструктура
Личное подсобное хозяйство с зоной сельскохозяйственного использования, индивидуальная застройка усадебного типа.
Дома бывшей деревни числятся по Бортниковской улице Твери.

## Транспорт
В 1930-х гг., вероятно, проложена дорога из пос. им. Крупской в западную часть деревни.